# Albert Gaudry

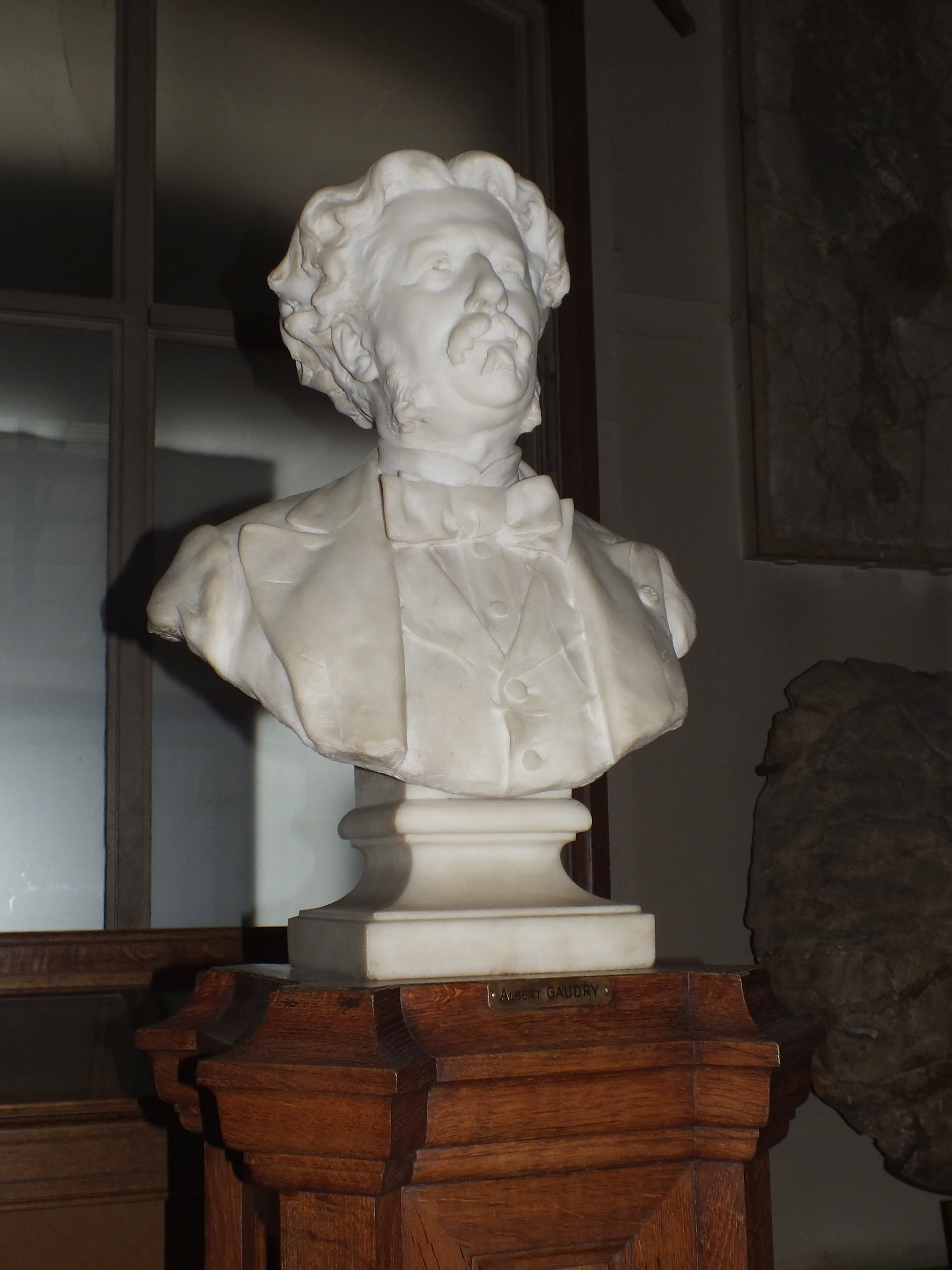
Albert Gaudry, staty av Matthieu Gauvain.

Jean Albert Gaudry, född 16 september 1827 i Saint-Germain-en-Laye, död 27 november 1908 i Paris, var en fransk geolog och paleontolog.
Gaudry företog resor till Orienten och Grekland och blev 1872 professor i paleontologi vid Muséum national d'histoire naturelle i Jardin des Plantes. Han var särskilt inriktad på studiet av de fossila däggdjuren.
Förutom en mängd specialavhandlingar utgav Gaudry Les Enchaînements du monde animal dans les temps géologiques. I första delen (1878) av detta arbete försöker han visa det genetiska sammanhanget mellan de tertiära däggdjursfaunorna; den andra (1883) behandlar de paleozoiska och den tredje (1890) de mesozoiska djurformerna.
För Gaudry var paleontologins mål ett utforskande av skapelseplanen. "Gud har frambragt de olika periodernas djur- och växtformer, i det han lät de yngre utvecklas ur de äldre". Dessa former bildade för Gaudry endast ett fåtal typer, av vilka allt, vad vi anträffar, utgör endast obetydliga nyanser. Han tilldelades Wollastonmedaljen 1884 och blev ledamot av svenska Vetenskapsakademien 1900.